# Halgerda wasinensis
Espèce
Halgerda wasinensis est une espèce de nudibranches du genre Halgerda et de la famille des Discodorididae.

## Répartition géographique
Cette espèce est présente au Kenya, et en Tanzanie.

## Description
Halgerda wasinensis mesure jusqu'à 20 mm.

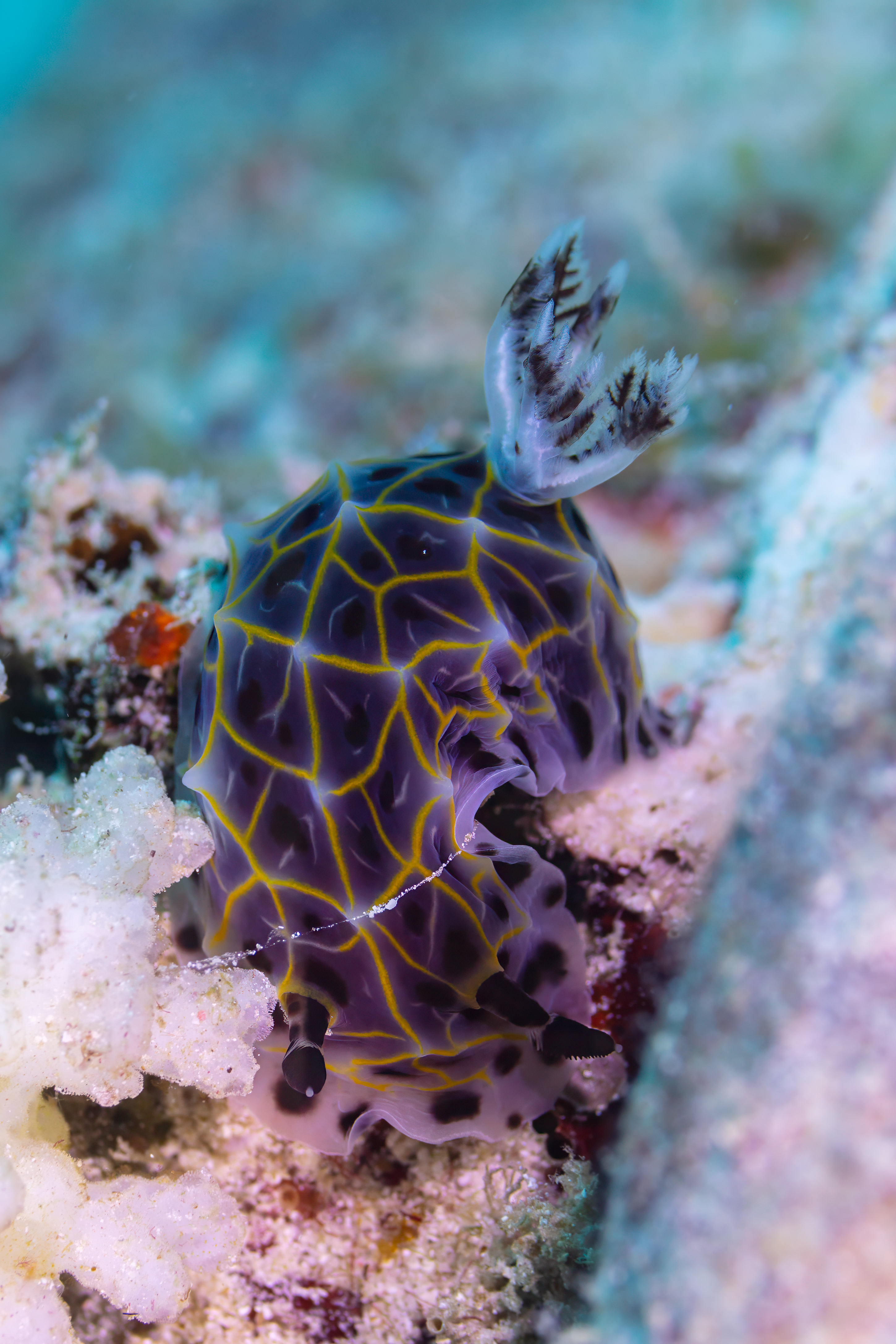
Halgerda wasinensis

La couleur de fond de l'animal est d'un brun-rouge terne et le bord du manteau est blanc. De nombreuses taches brunes d'une couleur plus foncée sont disposées autour du bord du manteau et quelques-unes sont éparpillées sur la zone centrale dorsale. Un motif en relief en orange brillant est présent sur toute la surface dorsale. Le pied, blanc, est également tacheté de brun rougeâtre profond. Cette couleur apparaît également sur les rhinophores en larges bandes alternées de blanc et en larges traits sur les rachis des branchies blanches. Le pied est projeté en arrière du manteau lorsque l'animal rampe.
Le motif en relief part d'une crête centrale et se développe selon un modèle composé d'espaces à peu près triangulaires. La marge antérieure du pied est rainurée et la lèvre supérieure est entaillée. Aucun tentacule oral n'est visible mais la tête est très contractée. Les orifices des rhinophores sont placés dans un tubercule et sont très difficiles à observer. Les rhinophores sont longs mais seule une petite partie est lamellée. La poche branchiale est assez ronde, très petite, avec un bord blanc épais autour d'elle, de sorte qu'elle ressemble à un tubercule dorsal. Les branchies, bipennées, sont maigres et irrégulières avec trois panaches postérieurs assez petits. 
Il n'y a pas d'armature labiale. La radula comporte de 18 à 24 rangées de dents et les rangées les plus longues contiennent 26 dents de chaque côté. Les rangées sont penchées vers le bas près du rachis. Les dix ou douze dents les plus profondes sont plus petites et plus rapprochées que les autres. Toutes les dents sont simplement hamatées à l'exception des plus externes. Elles sont rudimentaires et portent parfois trois ou quatre longs denticules et semblent parfois divisée en petites tiges séparées. 
Il n'y a aucune trace d'armature dans l'appareil génital.

## Publication originale
- Eliot, C. N. E. 1904[Note 1]. On some nudibranchs from east Africa and Zanzibar. Part III. Dorididae Cryptobranchiatae, I. Proceedings of the Zoological Society of London, 2: 354-385, pls. 22-24. (BHL)

## Étymologie
L'épithète wasinensis se rapporte à l'île Wasini au Kenya ou les trois spécimens ayant servi à la description de l'espèce ont été récoltés par Cyril Crossland.

## Espèces similaires
Halgerda wasinensis est assez similaire à  Halgerda formosa et à  Halgerda willeyi mais en diffère par le fait qu'elle présente non seulement un motif formé de crêtes sur le dos mais également des tubercules distincts aux points où les lignes de ce motif se rejoignent.